# Bartender (manga)
Bartender (バーテンダー Bātendā?) es un manga escrito por Araki Jō e ilustrada por Kenji Nagatomo. La historia se centra en un talentoso barman que utiliza su gran talento para aligerar las penas y aliviar las almas de sus 
atormentados clientes. El manga fue primero publicado en la revista Super Jump. Después fue adaptado a un
anime que salió al aire en Japón el 15 de octubre del 2006 por Fuji TV.
Una serie de televisión de anime reboot de 12 episodios producida por Liber, titulada Bartender: Glass of God, se emitió en TV Tokyo de abril a junio de 2024.

## Argumento
Bartender sigue la vida nocturna de Ryū Sasakura un prodigio entre los barman que tiene la fama de preparar los mejores cocteles que se puedan probar, por ello es conocido como Kami no Glass o Vaso de los Dioses. 
El anime tiene varios cambios drásticos respecto al manga, ya que el manga aunque sigue a Sasakura, lo hace mientras él trabaja en distintos bares y el Eden Hall no aparece hasta bastante capítulos después del inicio de la serie, sin embargo, Sasakura queda maravillado por el Eden Hall hasta el punto de "trasladar" el bar aun cuando el dueño lo cierra. En el anime, el Eden Hall es propiedad de Sasakura. Otra diferencia notoria es el papel de dos de los barman que aparecen en ambos trabajos.
En el anime Sasakura pasa su tiempo en un pequeño bar llamado Eden Hall, escondido al fondo del distrito de Ginza en el centro de Tokio. Se dice que la gente 
normal no puede simplemente encontrar el bar y entrar, sino que deben ser "invitados" por el dueño. En el transcurso del anime, varios personajes de diferentes apariencias y con distintos (e inusuales) problemas y duras cargas, son "invitados" a Eden Hall y
deleitados con las bebidas de Sasakura; las cuales, con ayuda del joven Bartender, ayudan a los clientes a reflexionar sobre sus vidas y tomar la decisión de afrontar y resolver sus problemas.

## Personajes
Ryū Sasakura (佐々倉溜 Sasakura Ryuu?)
Ryū es un genio de los cocteles que ayuda a las personas que llegan a su bar. Aunque no se explica al principio, Ryū de hecho lleva el bar por sí solo y Eden Hall es su primer bar. Primero trabajó como ayudante para un Barman veterano, lo que le dio la experiencia necesaria para manejar el trabajo. En el capítulo 9 se revela que, de hecho, Ryū sirvió una vez un cóctel equivocado a una señora, que inmediatamente pidió que se lo cambiara, a pesar de que él esperaba que fuera el indicado. Debido a esto, cada año desde que abrió el bar, Ryū reserva esa noche el bar al esposo de la señora, que además fue el primer cliente de Eden Hall.Ryū siempre mantiene su compostura y hace un gran y sincero esfuerzo para ayudar a los clientes que ve inquietos o molestos. Se muestra que maneja todo tipo de espirituosas (bebidas con alcohol) y conoce casi toda la historia de las bebidas que sirve. También es famoso por servir el "Vaso de los Dioses" un cóctel que cambia para cada cliente, según lo que su alma necesite, lo que convierte a Eden Hall en un agradable lugar para las personas que buscan el menú de sus corazones. Según el manga, Ryū tiene 26 años
Miwa Kurushima (来島美和 Kurushima Miwa?)
Miwa en un principio llega a Eden Hall para pedirle a Ryū que adivine qué licor contenía una botella que ella había roto en su infancia. Es hija única y cuando era pequeña, su padre decidió proponerle a su abuelo convertir la vieja posada de la familia en un hotel-bar modernizado, debido a los cambios de la época y las encesidades de los clientes. Sin embargo, el abuelo estaba dudoso y decidió no apoyar la idea. A partir de entonces se fueron distanciando, hasta que un día el padre de Miwa llamó a su abuelo para invitarlo a tomar una bebida que quería ofrecerle. Ese  fatíico día Miwa, de cuatro años, tomó la botella y corrió hacia su abuelito. Se tropezó y la bolsa que envolvía la botella se le resbaló de las manos, se rompió y su contenido se derramó. Miwa se sentía culpable de que su padre y abuelo no hubieran podido tomar el licor juntos, y por eso siguieran apartados uno del otro. Poco tiempo después, los padres de Miwa murieron en un accidente de auto, lo que acabó con las posibilidades de Miwa de saber el nombre de ese trago tan especial. Luego de una larga conversación con Ryuu, el misterio de la botella fue resuelto y por fin Miwa consiguió que su abuelo lo probara. La botella era de Suntory's Kakubin (al que Ryū llamó "Kaku" para acortar). A partir de entonces, Miwa aparece en casi cada episodio como personaje secundario y a veces narra parte de la historia. Se sabe que se convirtió en cliente asidua del bar, incluso invitó a una amiga y en una ocasión (ep 7) cuida de Ryū cuando éste se enferma . En el manga se sabe que Miwa trabaja para Kamishima, el primer cliente mostrado en la serie[2].

## Contenido de la obra

### Manga
El manga fue escrito por Araki Joh, ilustrado por Kenji Nagamoto. Es publicado por Sueisha.

### Anime
Producido por Palm Studios y dirigido por Masaki Watanabe, fue transmitido por Fuji TV en Japón el 15 de octubre del 2006. El anime consta de 11 episodios en su única temporada y en cada uno se cuenta la historia de los clientes y un poco de la historia del trago que les sirve Ryuu. El estilo de animación es diferente de muchos animes, pues los escenarios parecen reales. Las historias del anime están adaptadas de modo que mezclan diversas historias que se presentan en el manga en una misma trama, siendo una adaptación poco fiel al trabajo original.
Se anunció un nuevo proyecto de anime el 21 de octubre de 2022. Más tarde se reveló que sería una serie de televisión, titulada Bartender: Glass of God, que será producida por Liber y dirigida por Ryōichi Kuraya, con Mariko Kunisawa escribiendo los guiones y Yōichi. Ueda diseñando los personajes y sirviendo como director de animación en jefe. La serie se estrenará en abril de 2024. Crunchyroll obtuvo la licencia de la serie fuera de Asia.

## La Leyenda de Eden Hall
Según el anime, la leyenda cuenta que hace mucho tiempo, las hadas estaban celebrando un gran banquete, cuando apareció un humano (el único que había llegado hasta allí) y las hadas huyeron espantadas, olvidando una copa, el humano recogió la copa y vio que tenía una inscripción que decía: "si rompes esta copa, morirá la felicidad de Eden Hall". Por eso se llama así el bar, además hay una escultura de hielo en el congelador que representa la copa mágica y la buena fortuna del bar.